# Lagartijo

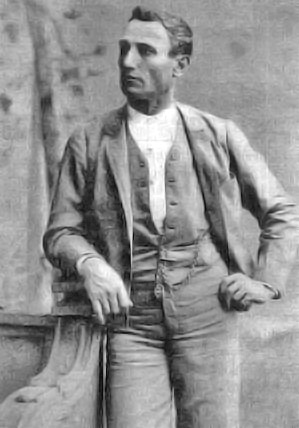
Rafael Molina Sánchez "Lagartijo"

Rafael Molina Sánchez, genannt Lagartijo (Eidechse) (* 27. November 1841 in Córdoba; † 1. August 1900 ebenda) war ein berühmter spanischer Stierkämpfer.

## Leben
Lagartijo war der Sohn des Banderillero Manuel Molino und wurde von seinem Vater schon als kleiner Junge mit Kampfstieren vertraut gemacht; seine aktive Zeit als Stierkämpfer (Matador) begann am 28. September 1865. Bis zur Beendigung seines Berufes im Jahre 1893 hatte er in 29 Stierkampfsessionen und 1632 Corridas 4867 Stiere getötet und galt damit lange Zeit als der Rekordhalter, bevor er erst im Sommer 2016 durch den Matador Enrique Ponce abgelöst wurde. Er wurde bis zum Ende seiner Karriere sieben Mal ernsthaft verletzt.

## Ehrungen

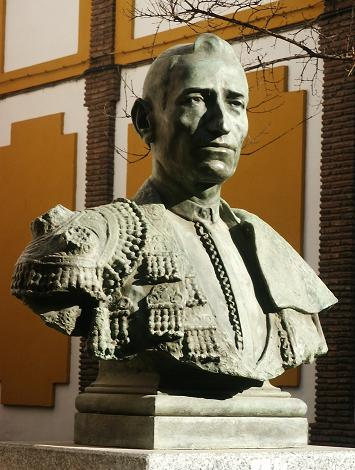
Büste von Lagartijo in der Straße Osario in Córdoba

Lagartijo wurde mit dem höchsten Ehrentitel für spanische Stierkämpfer „Califa“ („Kalif“) ausgezeichnet.
Ihm zu Ehren wurde im Jahre 2002 an seinem Wohnort in Córdoba eine Büste aufgestellt.
In der andalusischen Stadt Linares wurde ein Stierkampfmuseum nach Lagartijo benannt.

## Trivia
Lagartijo und seine Toreros traten am 26. Juli 1869 in einem spektakulären Kampf gegen den Toro de Lidia Gordito an, der im Tercio de Varas (ersten Drittel) insgesamt einundzwanzig Pferde der Picadores (Lanzenreiter) tötete und daraufhin im 2. Akt des Kampfes durch den Präsidenten der Stierkampfarena in El Puerto de Santa María begnadigt wurde (Indulto). Am 5. Oktober 1879 verschonte Lagartijo in der Stierkampfarena „Plaza de Toros de los Tejares“ (Córdoba) auf Forderung des Publikums im finalen 3. Akt des Kampfes das Leben des Kampfstiers Murciélago, dessen Name dann als Sportwagen „Lamborghini Murciélago“ internationale Bekanntheit erlangte.